# Robert Ascroft
Robert Ascroft (1847 - 19 juin 1899) est un avocat de Lancashire et un homme politique britannique. Il est membre du Parlement, représentant Oldham pour le parti conservateur, au côté de James Francis Oswald, de 1895 jusqu'à sa mort, le 19 juin 1899.
Il est principalement connu pour son combat pour l'amélioration des conditions de travail dans sa circonscription d'Oldham, très axée sur la filature du coton. Il permet ainsi l'obtention pour les travailleurs opérant dans le textile de meilleures machines et d'un meilleur salaire.
Il est également le conseiller juridique d'une association de fileurs de cotons (Association of Operative Cotton Spinners), afin de mieux porter ce combat. 